# Baluarte (psicanálise)
Em psicanálise o termo baluarte refere-se a um mecanismo de defesa do campo psicanalítico em que estão implicados paciente e analista. É uma estrutura cristalizada entre analista e analisando que obstaculiza o desenvolvimento do processo psicoanalítico.
Constitui um refúgio inconsciente de fantasías de onipotência que ocorrem no campo psicanalítico. É uma formação artificial, um subproduto da técnica analítica. Produz-se por uma cumplicidade entre ambos protagonistas que ocorre de modo inconsciente e em silêncio para proteger uma conexão entre eles que não deve ser desvelada. O baluarte abarca tanto a resistência do analisando como a contra-resistencia do analista, os quais se comunicam de maneira inconsciente entre si, operando juntos.
O baluarte produz uma cristalizacão parcial do campo, uma formação que se constitui ao redor de uma montagem fantasmática e compartilhada, a qual inclui zonas importantes da história pessoal de ambos participantes, e a qual atribui à cada um, um papel imaginário estereotipado. Às vezes, o baluarte permanece como um corpo estranho estático, enquanto o processo analítico segue, aparentemente, seu curso. Em algumas situações invade completamente o campo transformando-o num campo patológico.
Algumas vezes o baluarte encobre e defende um nódulo psicótico do analisando e sua mobilização, podendo provocar uma explosão repentina. Toda a formação patológica do campo implica a clivagem de um de seus setores, instalando um processo que se desenvolve com aparente mobilidade quando, em realidade, ocorre uma esterilização do processo. Um dos fatores mais importantes de avanço na análise é o entendimento por parte do analista de suas respostas complementares a modos de trato inconscientes do paciente que atuam de forma silenciosa na interacção analítica.  O reconhecimento deste baluarte permite dinamizar o processo.